# Tomonobu Yokoyama
Tomonobu Yokoyama (japanisch 横山 知伸 Yokoyama Tomonobu; * 18. März 1985 in der Präfektur Tokio; † 4. Januar 2024) war ein japanischer Fußballspieler.

## Karriere
Yokoyama erlernte das Fußballspielen in der Universitätsmannschaft der Waseda-Universität. Seinen ersten Vertrag unterschrieb er 2008 bei Kawasaki Frontale. Der Verein spielte in der höchsten Liga des Landes, der J1 League. 2008 und 2009 wurde er mit dem Verein Vizemeister der J1 League. Für den Verein absolvierte er 76 Erstligaspiele. 2012 wechselte er zum Ligakonkurrenten Cerezo Osaka. Für den Verein absolvierte er 20 Erstligaspiele. 2014 wechselte er zum Ligakonkurrenten Omiya Ardija. Am Ende der Saison 2014 stieg der Verein in die J2 League ab. 2015 wurde er mit dem Verein Meister der J2 League und stieg wieder in die J1 League auf. Für den Verein absolvierte er 81 Ligaspiele. 2017 wechselte er zum Ligakonkurrenten Hokkaido Consadole Sapporo. Für den Verein absolvierte er 26 Erstligaspiele. Im August 2018 wechselte er zum Zweitligisten Roasso Kumamoto. 2019 wechselte er zum Ligakonkurrenten FC Gifu. Ende 2019 beendete er seine Karriere als Fußballspieler.
Im Januar 2024 starb Yokoyama 38-jährig an einem Hirntumor.

## Erfolge
Kawasaki Frontale
- J1 League

Vizemeister: 2008, 2009
- J.League Cup

Finalist: 2009